# Tom Knight
Tom Knight est un acteur britannique né à Sheffield en Angleterre.

## Filmographie

### Cinéma
- 2002 : Harry Potter et la Chambre des secrets : M. Granger
- 2006 : Amazing Grace : le physicien
- 2011 : Tourniquet : John
- 2011 : Scars : Tom Warner
- 2012 : Twenty8k : Patrick Channing
- 2014 : Chandelier : Major Burns
- 2017 : Paddington 2 : le mec aux cheveux teints
- 2018 : The Festival : Provost
- 2018 : A Christmas Prince: The Royal Wedding : le Premier Ministre Denzil
- 2019 : A Christmas Prince: The Royal Baby : le Premier Ministre Denzil
- 2019 : Rupert, Rupert & Rupert : Oliver Stockholm

### Télévision
- 1986 : No Place Like Home : Dave (1 épisode)
- 1988 : Inspecteur Wexford : un homme au poste de police (1 épisode)
- 1995-2005 : The Bill : Paul Atkins, Dave Sutton et Dr Berry (4 épisodes)
- 1997-2006 : Coronation Street : Détective Sergent Neil et un médecin (12 épisodes)
- 1998 : Ultraviolet : Customs Official (1 épisode)
- 1999-2001 : The Vice : Phillip (3 épisodes)
- 2000 : Vision parallèle : un homme en costume
- 2001 : Inspecteurs associés : David Brewer (1 épisode)
- 2001 : Bernard's Watch : M. Moyles (5 épisodes)
- 2001-2009 : EastEnders : Hugo et Révérend Lewis (4 épisodes)
- 2001-2007 : Holby City : Jim Clifford et Andrew Newman (2 épisodes)
- 2002-2018 : Doctors : Jeremy Townsend, Jeff Goddard et Mike Franks (7 épisodes)
- 2003 : Judge John Deed : Max Solveigh (2 épisodes)
- 2005 : Dans la peau : Sebastian
- 2006 : La Ligne de beauté : Norman Kent (2 épisodes)
- 2007 : Peep Show : Malcolm (1 épisode)
- 2007-2009 : Katy Brand's Big Ass Show : plusieurs personnages (14 épisodes)
- 2009 : Emmerdale Farm : Theo Hawkins (7 épisodes)
- 2009 : Hotel Babylon : Graham Philpott (1 épisode)
- 2009 : Criminal Justice : le greffier (2 épisodes)
- 2011 : Inspecteur Barnaby : Colin Fleming (1 épisode)
- 2011 : Mongrels : Vicar (2 épisodes)
- 2012 : Flics toujours : Geoffrey Parks (1 épisode)
- 2014 : Da Vinci's Demons : Francesco (2 épisodes)
- 2015 : Outcast : Vicar (2 épisodes)
- 2016 : Grantchester : le juge (1 épisode)
- 2016 : Harley and the Davidsons : un avocat (1 épisode)
- 2017 : Genius : Wapsy Donor (1 épisode)